# Vittorio Sella
Vittorio Sella (Biella, 28 d'agost de 1859 – Biella, 12 d'agost de 1943) fou un muntanyenc i fotògraf italià. Les seves fotografies de cims dels Alps, el Caucas o l'Himàlaia tenen en molts casos, a més del valor artístic, el valor històric de ser les primeres fotografies d'algunes d'aquestes muntanyes.

## Vida
Sella va néixer a Biella, als peus dels Alps. El seu pare era un industrial, però aficionat a la fotografia, tema sobre el qual publicà un llibre. Fou el seu oncle Quintino Sella, fundador del Club Alpino Italiano, qui va despertar el seu interès per l'alpinisme. Va fer diverses ascensions rellevants als Alps, incloses les primeres ascensions hivernals del Cerví (Matterhorn) (18 de març 1882), el Mont Rosa (1884), el Gran Paradiso (amb Samuel Aitken) i el Lyskamm (1885) i feu també la primera travessa hivernal del Mont Blanc (1888). Documentà fotogràficament totes aquestes expedicions.
Va participar en diverses expedicions més fora d'Europa, incloses tres al Caucas (on ara un cim porta el seu nom). Al Caucas feu també fotografia etnogràfica. En la primera expedició l'any 1899 feu la 5ena pujada a l'Elbrús i la primera al Ullu-Aus-Bashi. Encara faria dues expedicions més al Caucas el 1890 i 96. Participà en tres expedicions en companyia de Lluís Amadeu de Savoia-Aosta, duc dels Abruços. Feren cim per primera vegada al Saint Elias a Alaska (1897), però en aquesta expedició es malmeteren moltes fotografies per la humitat. El 1906 feren una expedició a les Muntanyes Rwenzori a Àfrica, i, finalment, l'expedició de 1909 al K2 on obriren la via Abruzzo, sense fer cim, i al Karakoram. En aquesta expedició gravà també una pel·lícula. Abans (1899) havia fet una expedició al Sikkim i al Nepal fent la volta al Kanchenjunga amb el britànic Douglas William Freshfield.
Sella va continuar fent alpinisme fins a la seva vellesa i feu el seu darrer intent al Matterhorn als setanta-sis anys, intent que va fracassar per la lesió d'un dels guies.
Sella havia començat a fer fotografia als 20 anys. L'alta qualitat de la seva fotografia es va deure en part al seu ús de plaques fotogràfiques de 30×40 cm. Degut a la dificultat de portar equips voluminosos i delicats a llocs remots, va haver d'inventar els seu propi equipament, incloent alforges i motxilles especials, per permetre el transport segur d'aquestes plaques de vidre particularment grans.

## Obra i llegat
El 2008 es feu una exposició de les seves fotografies a Londres. El 2025, a Nova Delhi es feu una exposició de les seves fotografies amb el títol Vittorio Sella: Photographer in the Himalaya.

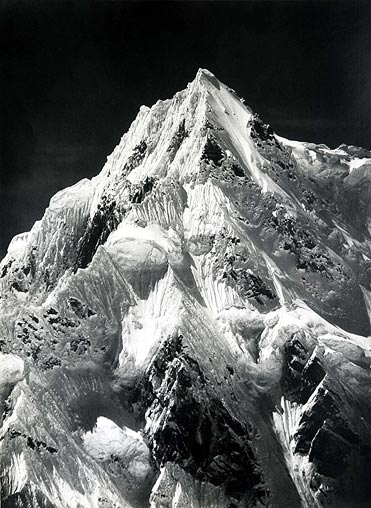
Himàlaia, el Siniolchu (Sikkim) vist des de la glacera de Zemu.

En el Massís del Gran Paradiso un refugi porta el nom de refugi Vittorio Sella.
Les seves fotografies es conserven a la Fondazione Sella a Biella.